# X-ray of a Lie
X-ray of a Lie (spanisch: Radiografía de una mentira) ist eine im Jahr 2004 entstandene venezolanische Fernsehdokumentation. Sie unternimmt den Versuch, der Dokumentation The revolution will not be televised, die den am 11. April 2002 in Venezuela versuchten Staatsstreich gegen Hugo Chávez zum Inhalt hat, Ungenauigkeiten und Manipulationen von Bildmaterial nachzuweisen.

## Darstellung
Der Film zeigt eine Podiumsdiskussion in der Privatuniversität Universidad Metropolitana de Caracas, in der die beiden Produzenten Wolfgang Schalk und Thaelman Urgelles den Film The revolution will not be televised analysieren. Ausschnitte des Films werden eingeblendet und mit Mitschnitten venezolanischer Fernsehstationen und anderem, teilweise unveröffentlichten Filmmaterial konfrontiert. Auf dem Podium anwesend sind die venezolanischen Wissenschaftlerinnen Milagros Betancourt und Raquel Gamus, der Filmemacher Oscar Lucien und der venezolanische General Manuel Antonio Rosendo. Die Kamera schwenkt manchmal kurz ins Publikum.

## Inhalt
Zunächst wird festgestellt, dass der kritisierte Film einem Konzept folge, das auf vier Voraussetzungen beruhe:
- In Venezuela herrscht eine kleine weiße Minderheit über eine Mehrheit von Mestizen und Afroamerikanern.
- Hugo Chavez wurde von der unterdrückten Mehrheit zum Präsidenten gewählt.
- Der versuchte Staatsstreich vom 11. April 2002 ging von der weißen Minderheit aus.
- Chavez wird zwei Tage später, am 13. April, von seinen Anhängern, der Mehrheit der venezolanischen Bevölkerung, gerettet.

Die Dokumentarfilmer halten diese Behauptungen für unzutreffend und werfen dem kritisierten Film darüber hinaus zahlreiche Ungenauigkeiten und bewusste Manipulationen vor.
- Die zu Beginn gezeigten Aufnahmen jubelnder Chavez-Anhänger seien mindestens ein Jahr alt (8’’00’’’).
- Aufnahmen, die eine antichavistische, aus Angehörigen der oberen Mittelschicht bestehenden Bürgerwehr bei Schießübungen zeigen, seien unter Vortäuschung falscher Tatsachen (die Produzenten gaben sich als BBC-Reporter aus) gedreht worden und außerdem falsch datiert. Sie seien nicht, wie behauptet, im Januar entstanden, sondern im Juni 2002, erst nach dem Putsch (15’’00’’’).
- Menschen auf einem unpolitischen Straßenfest würden fälschlich als Anhänger Chavez’ vorgestellt, die zu seiner Verteidigung zum Präsidentenpalast Miraflores gekommen sind. Als Beweis wird ein Schild mit der Aufschrift Consolidado angeführt, das am Tag des Putsches nicht vor dem Miraflores-Palast stand (22’’10’’’).
- Die Behauptung, Scharfschützen gefilmt zu haben, die an diesem Tag auf demonstrierende Chavez-Anhänger schossen, sei falsch. Im Film sei kein Scharfschütze zu sehen (27’’00’’’).
- Bilder vom Massaker an der Puente Llaguno, in dessen Verlauf mehrere Anhänger Chavez’ erschossen wurden, seien elektronisch bearbeitet (vergrößert) worden, sodass ein Fahrzeug der Policía Metropolitana, das sich auf der Avenida Baralt befand, nicht zu sehen ist. Die in der Filmsequenz gezeigten Anhänger Chavez’ schießen in Richtung dieses Fahrzeugs. Zuvor werden Bilder gezeigt, auf denen die Avenida Baralt unter der Puente Llaguno menschenleer ist, um zu zeigen, dass die regierungsfeindliche Demonstration dort nicht vorbeigekommen sei. Diese Bilder seien jedoch zur Mittagszeit gefilmt worden, als die Anti-Chavez-Demonstranten noch nicht dort waren. Die Rückdatierung wird anhand der Länge der Schatten begründet. Die Aufnahmen von den Schüssen seien nach der Demonstration um 17.30 Uhr entstanden. Das beweise ein getrockneter Blutfleck, der von einem um 16.30 Uhr erschossenen Demonstranten stammt (29’’00’’’–38’’00’’’).
- Es werde behauptet, Chavez habe keine Gelegenheit gehabt, sich an die Bevölkerung zu wenden. Die Behauptung sei falsch: Ab 15.45 Uhr wurde eine Ansprache Chavez’ landesweit über sämtliche Fernsehanstalten übertragen, hierzu sind die Fernsehanstalten verpflichtet (Cadena) (44’’10’’’). Bei dieser Übertragung wurde der Bildschirm von einigen privaten Fernsehsender rechtswidrig geteilt und neben Chávez erschienen Bilder vom angeblich von der Regierung verübten Massaker. Im Jahr 2002 habe Chavez über die Cadenas insgesamt 4407 Minuten Sendezeit.[1] Die Sendung Aló Presidente im öffentlichen Kanal 8 ist hier nicht mitgerechnet, da sie lediglich im staatlichen Fernsehen und Radio übertragen wird. (14’’15’’’).
- Die Behauptung Kanal 8 sei vom Militär am Abend des 11. April besetzt und geschlossen worden, sei falsch: Der Kanal habe bis 21.30 Uhr gesendet, danach hätten die Angestellten das Gebäude freiwillig verlassen (48’’20’’’).
- Der angebliche Rücktritt Chávez’ wurde vom Generalinspekteur des Heeres um 3.20 Uhr am 12. April im Fernsehen bekanntgegeben. Dies werde in Chavez-Inside the Coup verschwiegen (59’’00’’’). (Tatsächlich war die Nachricht von Chávez’ Rücktritt eine Falschmeldung.)
- Die gepanzerten Fahrzeuge, welche in den Abendstunden den Präsidentenpalast umstellen werden in Chavez-Inside the Coup als Armee-Putsch dargestellt. Dies sei falsch, in Wahrheit seien diese Fahrzeuge dort, um den Präsidenten zu schützen, nachdem dieser am Vormittag Plan Avila aktiviert hatte (Ein Militärplan zur Kontrolle von Unruhen in Caracas).
- Die Ansprache des Putschpräsidenten Carmona am 12. April wird mit Bildern von protestierenden Chavez-Anhängern unterlegt, die einen Tag später, nach dem Rücktritt Carmonas, entstanden seien. Dies sei eine Manipulation mit Hilfe der parallelen Edition. Am 12. April seien die Straßen von Caracas ruhig geblieben – mit Ausnahme einiger Antichavisten, die die kubanische Botschaft stürmen wollten (1’02’’).
- Es wird behauptet, am 12. April seien alle elektronischen Medien abgeschaltet gewesen. Die Behauptung sei falsch: Um 22.30 Uhr dieses Tages habe ein Fernsehsender ein Interview mit dem Besitzer der Zeitung Tal Cual, Teodor Petkoff, ausgestrahlt, in dem dieser feststelle, der Putschpräsident Carmona habe mit seinen ersten Dekreten mehrere Male gegen die venezolanische Verfassung verstoßen (1’05’’).
- Die Behauptung, der Putsch sei am Widerstand der Chavez-Anhänger gescheitert, sei falsch. Er sei an der fehlenden Bereitschaft des Militärs gescheitert, sich Carmona zu unterstellen. Dieses kritisierte auf einer Pressekonferenz Carmonas Ausnahmegesetze und verlangte eine Rückkehr zur Rechtsstaatlichkeit (1’06’’–1’12’’).

Urgelles und Schalk verweisen auch auf angebliche weitere Fehler des kritisierten Films und stellen ein anderes Gesamtbild der Ereignisse dar als die kritisierte Dokumentation.

## Reaktionen
Panafilms und die Dachorganisation venezolanischer Basismedien ANMCLA produzierten zur Rekonstruktion der Ereignisse an der Puente Llaguno am Tage des Putsches die Dokumentation Puente Llaguno - Claves de una masacre, welcher sich hauptsächlich mit dem Thema der tödlichen Schüsse beschäftigt und damit versucht nachzuweisen, dass Chávez-Anhänger zwar geschossen, aber niemanden getötet hätten.